# テレビ山口くん
『テレビ!山口くん』（テレビ!やまぐち-）は、1986年4月から1993年3月までテレビ山口で放送されたローカルテレビ番組である。
メイン司会者は、前年まで放送されていたローカル番組『サタデー6』でも司会を務めていた落語家の笑福亭小つる。
アシスタントは河内理恵（フリーアナウンサー・歌手）→Be-2（元キャプテンの北沢清子、山本恵子）。
放送開始時は、土曜深夜24時（日付上は日曜午前0時）15分（JST）から90分間の若者向け深夜番組としてスタートした。
開始当初から公開収録の形をとり、当日の夕方に撮って出しの形で放送。以前からこの時間帯に放送されていた音楽番組『TVビデオマガジン』を内包するかたちをとっていた。
視聴率の伸び悩みもあり、同年10月からは『TVビデオマガジン』を再分割する形で、放送時間が土曜 16:50 - 17:30に変更。放送枠は半分以下に縮小されたものの、同時に公開生放送が実現。ターゲットをファミリー層に向け、大幅に内容を変更した。
1990年4月からは、年に1回『山口県ふるさとCM大賞』の収録が行われているニューメディアプラザ山口（山口市）内のスタジオからの公開生放送を実施していた。
なお、番組放送開始から1987年9月までTYSはTBSとフジテレビ両系列のクロスネット局だった。そのため、この番組はフジテレビ系列『金曜おもしろバラエティ』枠の『さんま・一機のその地方でしか見られない面白そうな番組を全国のみんなで楽しく見ちゃおうとする番組』でも取り上げられ、放送の一部分が全国ネットで紹介されたことがある。
1993年4月からは後継番組『やまぐち情報トレンド サタスパ!』へと引き継がれる。『サタスパ!』はやがて平日の夜に移り（TBS系のローカルセールス枠）、7年にわたって放送された。

## エピソード
- 番組を立ち上げるにあたって、当初全国の番組名を見比べできる本[1]を読んでみたが、驚くほどにタイトルが被っているものが多く苦慮したという。のちに「〝テレビ山口くん〟はどうか」という意見が出て、斬新さに気を惹かれ、かつ局の宣伝にもあると判断されてタイトルを決定したとのこと（『テレビ山口二十年史』より）。
- 番組の放送中に停電になったことがある。しかしスタジオが暗いなか、番組は続行した。
- まだ高校生の頃の松村邦洋が、素人として鬼瓦権造の格好で番組に出演したことがある。